# Cenotafi
Un cenotafi (del llatí cenotaphium) és una tomba honorària buida erigida en memòria de persones que estan enterrades a un altre lloc, o de les quals no s'ha trobat el cos. El mot llatí prové del grec antic κενοτάφιον kenotáphion "tomba buida" (a partir de κενός kenós "buit" i τάφος táphos "tomba"). Els cenotafis eren considerats sagrats fins que un prescripte imperial d'Antoní Pius i Luci Ver va declarar que no ho eren.

## Cenotafis en el món

### Cenotafis antics
Existeixen molts cenotafis al món antic, com ara els dels faraons de la dinastia I d'Egipte a Saqqara (c. 3000 aC), diverses piràmides d'Egipte estan entre el grup de cenotafis clàssics. Alguns de l'antic Egipte corresponen a la quarta dinastia, que inclou als faraons més populars, Seneferu, Keops, Khefren i Menkaure, cèlebres per haver-li adjudicat construir les majors piràmides, potser el més distintiu d'Egipte. Gairebé tots els reis d'aquesta dinastia van ordenar erigir almenys una piràmide per servir-los com cenotafio o tomba.

### Cenotafis dels últims segles

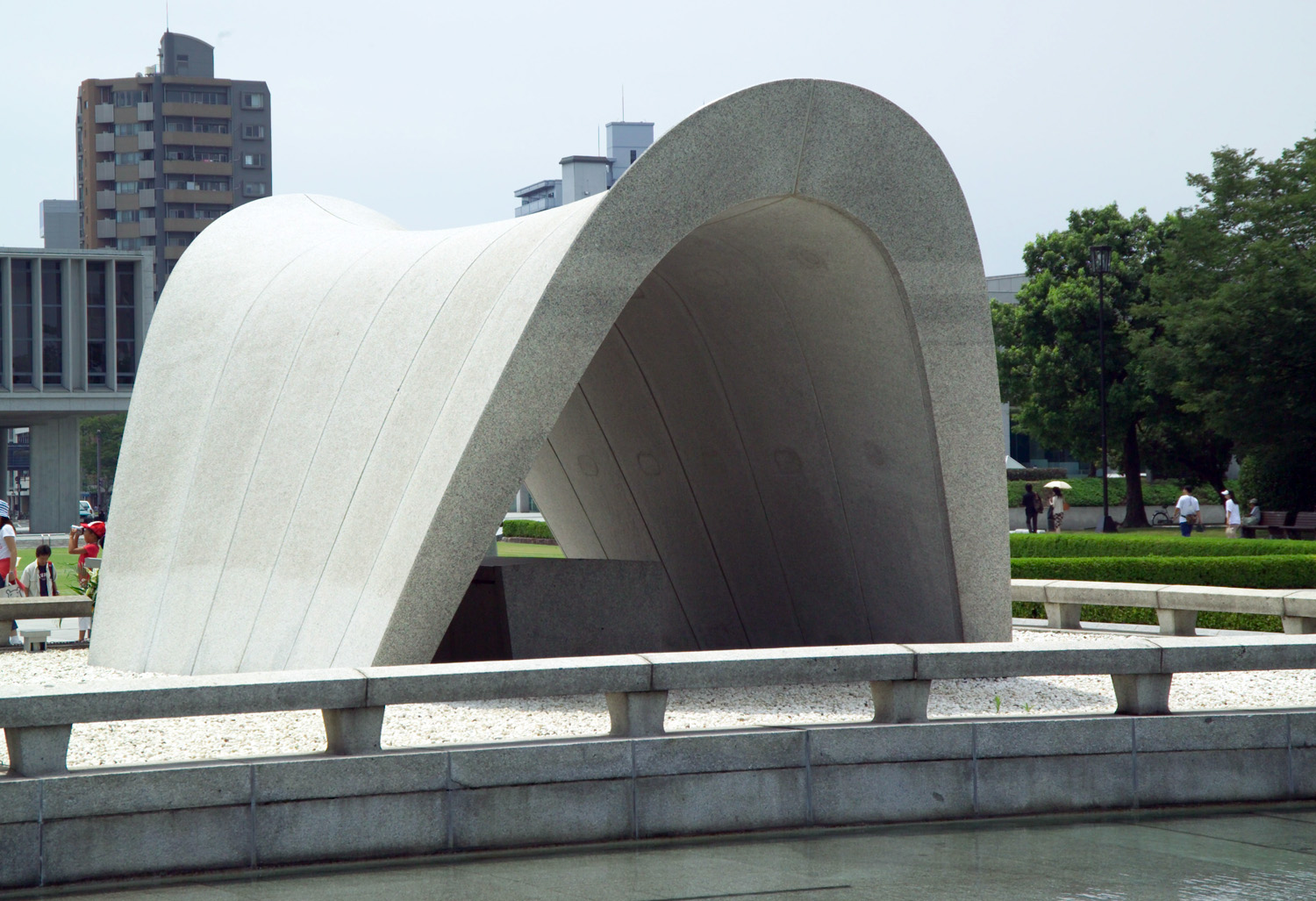
Cenotafi Memorial, Hiroshima, Japó.

El cenotafi és un concepte universal. Un dels més famosos exemples japonesos és el Memorial, de formigó, a la ciutat d'Hiroshima, al Parc de la Pau, dissenyat per l'arquitecte Kenzo Tange per commemorar les 200.000 víctimes de l'atac amb bombes atòmiques realitzats el 6 d'agost de 1945 i 9 d'agost de 1945 per les Forces Aèries dels Estats Units.

### El Salvador
El Monument a la Memòria i la Veritat està localitzat a l'interior del parc Cuscatlán a la ciutat de San Salvador. Consisteix en un mur de 85 metres de llarg, fet de granit negre, que conté els noms gravats d'almenys 25.000 víctimes de la Guerra Civil Salvadorenca de la dècada de 1980 i dels anys previs a ella.

### Espanya

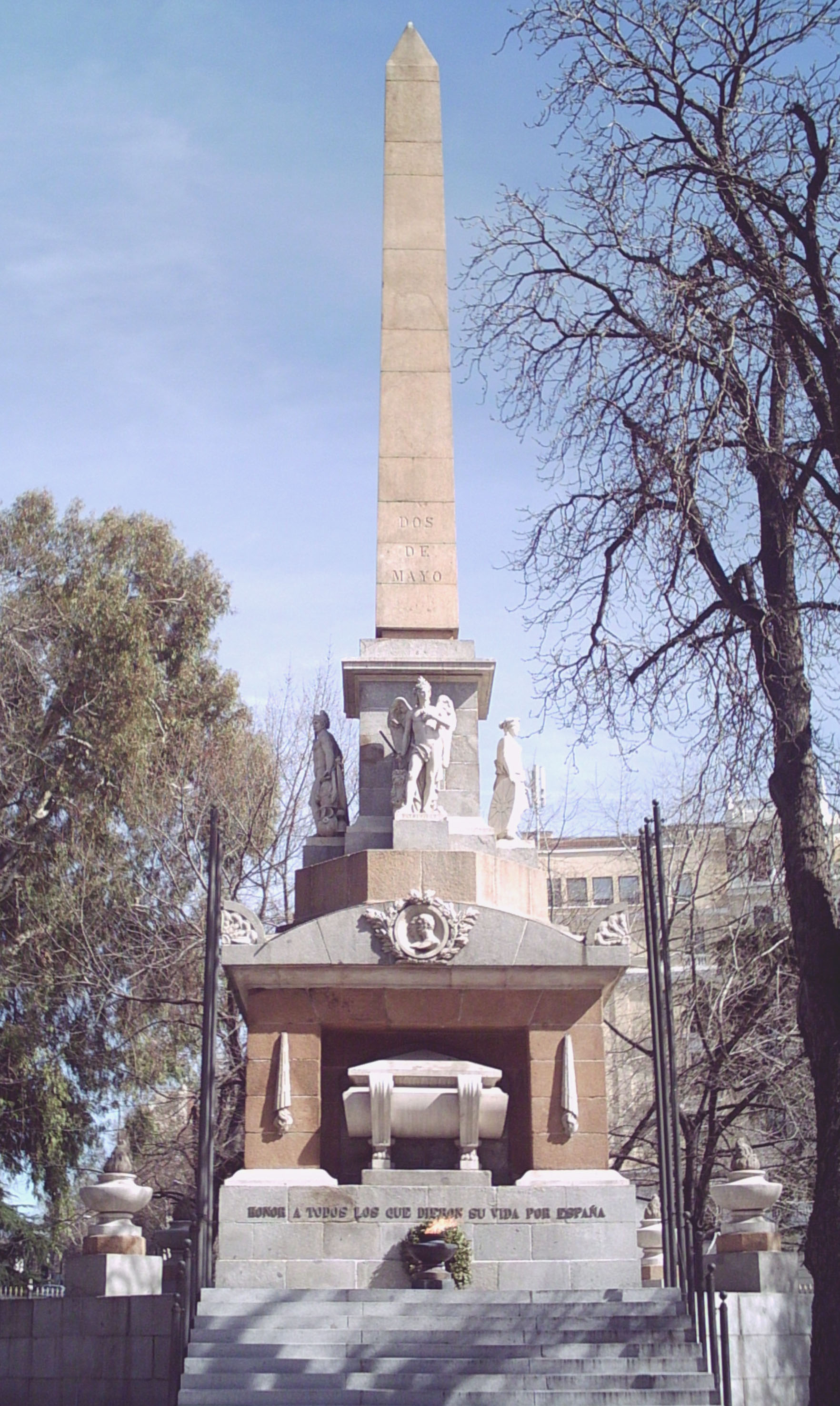
Monument als Herois del Dos de Maig, inaugurat a Madrid a 1840.

Un dels exemples més coneguts de cenotafi a Espanya són els dos erigits a la basílica del Monestir de l'Escorial en memòria de Carles V i el seu fill Felip II, i de les seves respectives famílies. Es troben a la capella major de la Basílica, i estan formats per una estructura arquitectònica amb columnes de jaspi i marbre, que acull a dues grup d'escultures orants. Van ser dissenyats per Juan de Herrera, sent les estàtues obra de Leone Leoni. Tots dos monarques estan enterrats en una cripta situada sota la basílica.
Un altre monument destacat d'aquest tipus és el dedicat als Herois del dos de maig, a Madrid, precursors de la insurrecció popular que desembocaria en la Guerra d'Independència Espanyola. És un monument a l'aire lliure, amb estàtues al·legòriques, rematat per un obelisc. Davant d'aquest roman encès sempre un foc simbòlic.

### Anglaterra
Probablement, un dels més coneguts és a Londres a Whitehall va ser construït de Portland stone entre els anys 1919 - 1920 per l'arquitecte Edwin Lutyens amb la intenció de reemplaçar un cenotafi anterior erigit el 1919 com a homenatge a la victòria, conté una llegenda "The Glorious Dead" (els morts gloriosos) i està flanquejat per diverses banderes del Regne Unit representant a la Marina Reial, l'Exèrcit Britànic així com a la Royal Air Force i la marina mercant.

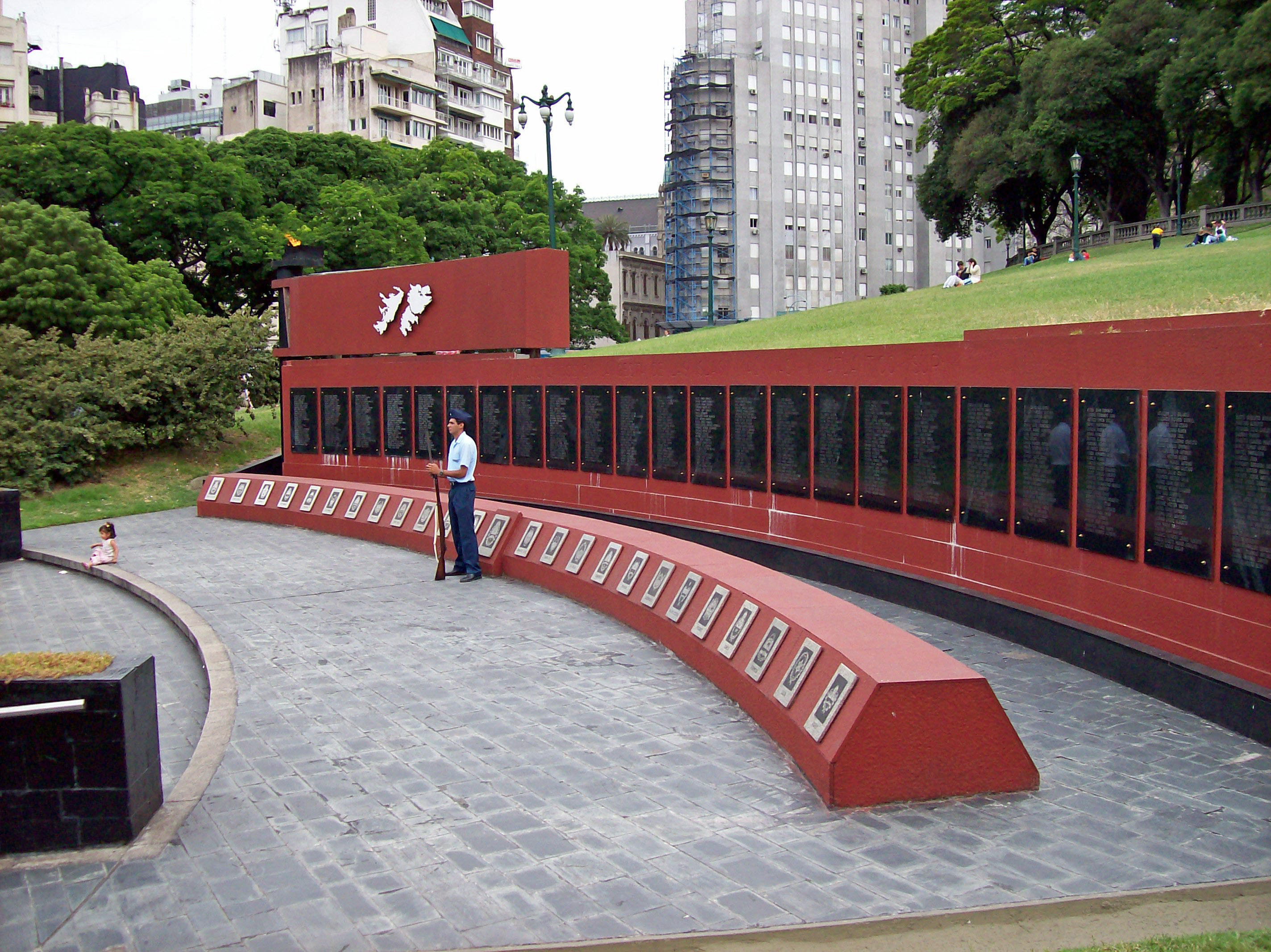
Cenotafi a Buenos Aires en memòria dels caiguts en la Guerra de les Malvines

### Amèrica del Sud
A Argentina, a diverses ciutats, es van erigir cenotafis en memòria dels combatents caiguts a Malvines.
A Colòmbia, al Cementiri Central de Bogotà, es troba un cenotafi en honor de Gonzalo Jiménez de Quesada, fundador de la ciutat. Les seves restes es troben en la Catedral Primada de la mateixa ciutat.
A la Catedral Metropolitana de Quito, Equador, s'erigeix el cenotafi en honor del president Gabriel García Moreno, llaurat en marbre i bronze, amb l'efígie de l'assassinat mandatari recolzada i sobre aquesta, seva frase pòstuma: "Déu no mor"
AVeneçuela hi ha quatre cenotafis dins del Panteó Nacional, ubicats a cada costat del Mausoleu del Libertador Simón Bolívar, un d'ells està destinat a albergar les restes de Francisco de Miranda, els quals tracten de recuperar mitjançant proves d'ADN en una fossa comuna a Espanya, el segon honra Antonio José de Sucre, les restes reposen a la Catedral Metropolitana de Quito, i els quals es planegen restituir a Veneçuela, la seva terra natal, el tercer és en honor d'Andrés Bello, humanista veneçolà, considerat un dels més importants d'Amèrica, les restes reposen en el Cementiri General de Santiago, a Xile, i finalment el de l'indi Guaicaipuro, que va ser agregat recentment per commemorar la seva resistència davant el jou espanyol.
A Xile, a la Regió de Valparaíso, i dins el context de la Ciutat Oberta, també es va erigir el Jardí Cenotafio de Bo, en homenatge al poeta Efraïm Tomàs Bo.

### Índia
A l'Índia els cenotafis formen part de l'element bàsic de l'arquitectura hindú, provinent de l'islam. El terme que denota el cenotafi a l'Índia és chattris que significa vas mortuòria. Els cenotafis es poden trobar a l'Índia des de la regió nord-oest de Rajasthan fins al sud. I poden ser d'una estructura simple amb una cúpula i un habitacle amb diferents habitacions, en alguns casos sense existir parets que distingeixin les habitacions pot veure com la cúpula se suporta en un conjunt de columnes que donen estructura a l'interior.

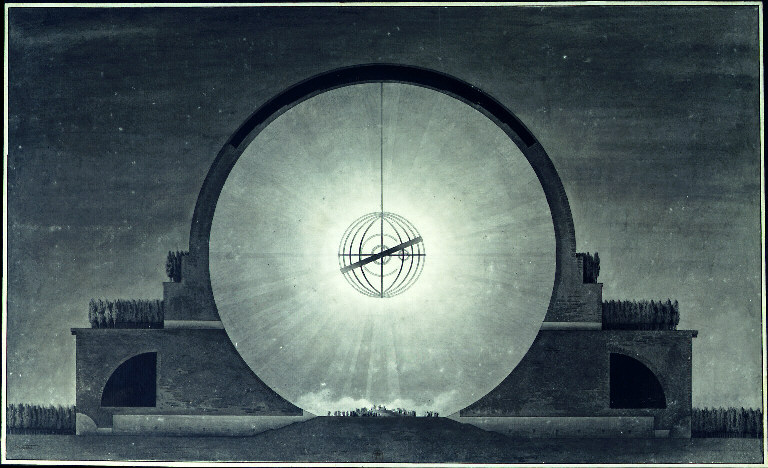
Cenotafi a Newton, de Étienne-Louis Boullée (1784).